# 吉纳维芙·布赫纳
吉纳维芙·斯特林·布赫纳（英語：Genevieve Sterling Buechner，1991年11月10日—）是加拿大女演员。她因饰演电视剧角色而知名，如Syfy剧集《卡布里卡》中的Tamara Adama，CW剧集《地球百子》中的Fox，以及Lifetime剧集《虛幻》中的Madison。她也在电子游戏《生化危机4 重制版》中为阿什莉·格拉汉姆配音并提供动作捕捉。